# Advent International
Advent International är ett private equity bolag grundat 1984 i Boston, USA. Advent International opererar genom 17 kontor och hör till världens top 10-15 största bolag inom private equity.
Under 2003 tog de över ägandet i företaget ILVA, som bland annat säljer möbler genom sina varuhus i Danmark, Sverige och Storbritannien.
Inom regionen västra Europa har de kontor i London, Paris, Milano, Madrid, Frankfurt och Amsterdam.
Sedan 2018 äger de 80% av det brasilianska detaljhandelsföretaget Grupo Big.